# 情報経営イノベーション専門職大学の人物一覧
iU 情報経営イノベーション専門職大学の人物一覧（iU じょうほうけいえいイノベーションせんもんしょくだいがく の じんぶついちらん）は情報経営イノベーション専門職大学に関係する人物の一覧記事。なお、本学では「客員教授のうち国際的にきわめて顕著な功績等があり、教育・研究の向上に寄与すると認められる者」を「超客員教授」と呼称している。

## 著名な教職員

### 情報経営イノベーション学部

#### 専任教員
- 中村伊知哉（学長） - 政策学
- 江端浩人（教授） - ビジネス
- 志村一隆（教授） - メディア
- いとうまい子（教授） - ヒューニング学
- 境真良（准教授） - ビジネス

#### 客員教員
- 大﨑洋（超客員教授） - ビジネス
- 大谷伸彦（超客員教授） - メディア
- 小幡和輝（客員講師） - ビジネス・起業・教育
- 岡本啓毅（客員教授） - ビジネス・マーケティング
- 北野唯我（客員教授） - ビジネス
- 石川聡彦（超客員教授） - ビジネス・起業・AI(人工知能)
- 日下部裕美子（超客員教授） - グローバル・ICT・教育・金融・環境
- 國光宏尚（超客員教授） - ビジネス・起業・グローバル・エンタテイメント
- 佐伯玲奈（客員教授） - ビジネス・グローバル・エンタテイメント
- 佐々木成三（客員教授） - 犯罪評論家
- 佐藤裕久（超客員教授） - ビジネス
- 杉山繁和（超客員教授） - ビジネス・マーケティング・メーカー
- 鈴木康弘（超客員教授） - ICT・テクノロジー・ビジネス・起業
- 関暁夫（客員教授） - エンタメ・メディア
- 曽和利光（客員教授） - 教育
- 田中研之輔（客員教授） - 社会学
- 谷脇康彦（超客員教授） - 行政学
- 田村和人（超客員教授） - 教育
- 土屋敏男（超客員教授） - ビジネス・メディア
- 中山泰（超客員教授） - 行政学
- 夏野剛（超客員教授） - ビジネス・教育
- 廣井照久（超客員教授） - エンターテイメント
- 福井晴敏（超客員教授） - 作家
- 藤井浩人（超客員教授） - 政治家
- 藤野峰男（超客員教授） - 作家
- 前田鎌利（客員教授） - ビジネス・起業
- チャド・イアン・マレーン（客員教授） - エンターテイメント
- キャプテン★ザコ（客員教授） - 映像制作
- 茂木健一郎（超客員教授） - 脳科学
- 藤沢久美（超客員教授） - 経営学
- 安河内哲也（客員教授） - グローバル・教育
- 柳澤大輔（超客員教授） - ビジネス
- 山田真貴子（超客員教授） - グローバル
- 山中哲男（超客員教授） - 事業開発・起業・地方創生